# Liste der Kulturdenkmale in Wäldgen
Die Liste der Kulturdenkmale in Wäldgen enthält die in der amtlichen Denkmalliste des Landesamtes für Denkmalpflege Sachsen ausgewiesenen Kulturdenkmale im Wurzener Ortsteil Wäldgen.

## Legende
- Bild: Bild des Kulturdenkmals, ggf. zusätzlich mit einem Link zu weiteren Fotos des Kulturdenkmals im Medienarchiv Wikimedia Commons. Wenn man auf das Kamerasymbol klickt, können Fotos zu Kulturdenkmalen aus dieser Liste hochgeladen werden:
- Bezeichnung: Denkmalgeschützte Objekte und ggf. Bauwerksname des Kulturdenkmals
- Lage: Straßenname und Hausnummer oder Flurstücknummer des Kulturdenkmals. Die Grundsortierung der Liste erfolgt nach dieser Adresse. Der Link (Karte) führt zu verschiedenen Kartendiensten mit der Position des Kulturdenkmals. Fehlt dieser Link, wurden die Koordinaten noch nicht eingetragen. Sind diese bekannt, können sie über ein Tool mit einer Kartenansicht einfach nachgetragen werden. In dieser Kartenansicht sind Kulturdenkmale ohne Koordinaten mit einem roten bzw. orangen Marker dargestellt und können durch Verschieben auf die richtige Position in der Karte mit Koordinaten versehen werden. Kulturdenkmale ohne Bild sind an einem blauen bzw. roten Marker erkennbar.
- Datierung: Baubeginn, Fertigstellung, Datum der Erstnennung oder grobe zeitliche Einordnung entsprechend des Eintrags in der sächsischen Denkmaldatenbank
- Beschreibung: Kurzcharakteristik des Kulturdenkmals entsprechend des Eintrags in der sächsischen Denkmaldatenbank, ggf. ergänzt durch die dort nur selten veröffentlichten Erfassungstexte oder zusätzliche Informationen
- ID: Vom Landesamt für Denkmalpflege Sachsen vergebene, das Kulturdenkmal eindeutig identifizierende Objekt-Nummer. Der Link führt zum PDF-Denkmaldokument des Landesamtes für Denkmalpflege Sachsen. Bei ehemaligen Kulturdenkmalen können die Objektnummern unbekannt sein und deshalb fehlen bzw. die Links von aus der Datenbank entfernten Objektnummern ins Leere führen. Ein ggf. vorhandenes Icon  führt zu den Angaben des Kulturdenkmals bei Wikidata.

## Wäldgen
| Bild           | Bezeichnung                                                                         | Lage              | Datierung                                    | Beschreibung | ID       |
| -------------- | ----------------------------------------------------------------------------------- | ----------------- | -------------------------------------------- | --- | -------- |
| Weitere Bilder | Rittergut Wäldgen: Herrenhaus eines Rittergutes mit umgebenden Park und Einfriedung | Am Park 1 (Karte) | bez. 1728 oder bez. 1708, im Kern wohl älter | einfach gegliederter Putzbau mit überhöhtem Mittelrisalit und Walmdach, schönes Segmentbogenportal, von baugeschichtlicher und ortshistorischer Bedeutung Herrenhaus: zweigeschossiger verputzter Massivbau, Mittelrisalit an Hof- und Parkseite mit Zwerchhaus bekrönt, Freitreppe im Hof in Sandstein, Türgewände zum Hof in Porphyrtuff, Schlussstein in Porphyrtuff mit Wappen und Inschrift: "F.M.K." "H.C.D." "1728" oder 1708", Pilastergliederung am Giebel der Zwerchhäuser, Fenstergewände größtenteils in Sandstein, Putztraufe, Walmdach, Gutshof: Wirtschaftbauten in Bruchstein mit Satteldach, Einfriedung: verputzte Bruchsteinmauer aus Granit mit dachförmiger Abdeckung aus Granit-Bruchstein, Park: vom Park ist lediglich die östliche Fläche erhalten, die westlich anschließende Parkfläche ist heute mit Einfamilienhäusern bebaut, wenige Altgehölze in Gebäudenähe bzw. an der nördlichen Grundstücksgrenze u. a. Feld-Ahorn (Acer campestre), Esche (Fraxinus excelsior), Linde (Tilia spec.), Rosskastanie (Aesculus hippocastanum), Robinie (Robinia pseudoacacia), Schwarz-Kiefer (Pinus nigra) und Fleider (Syringa spec.), | 08973682 |